# نيلاي كارتالتيبي
نيلاي كارتالتيبي (بالتركية: Nilay Kartaltepe)‏ مواليد 13 يناير 1979 في إسطنبول، تركيا، هي لاعبة كرة سلة تركية بدأت مسيرتها الاحترافية في سنة 1996. تلعب في الدوري التركي لكرة السلة للسيدات كلاعب هجوم خلفي. يبلغ طولها 5 قدم 7 بوصة (1.7 م). مثلت منتخب بلادها. شاركت في دورة الألعاب الأولمبية الصيفية سنة 2012.

## الإنجازات
- الدوري التركي لكرة السلة للسيدات
  - الفوز (2): 2006، 2007
  - الوصافة (1): 2010
- كأس تركيا
  - الفوز (4): 2005، 2006، 2007، 2010
- كأس الرئيسي التركي
  - الفوز (2): 2005، 2007

## روابط خارجية
- نيلاي كارتالتيبي على موقع الاتحاد الدولي لكرة السلة (الإنجليزية)
- نيلاي كارتالتيبي على موقع كرة السلة الأوروبية.كوم (الإنجليزية)
- نيلاي كارتالتيبي على موقع بروبوليرز (الإنجليزية)
- نيلاي كارتالتيبي على موقع سبورتس رفرنس (الإنجليزية)
- نيلاي كارتالتيبي على موقع أوليمبيديا (الإنجليزية)